# Piccolo hotel
Piccolo hotel è un film del 1939 diretto da Piero Ballerini.

## Trama
L'anziana Martha Toth gestisce da anni un piccolo albergo alla periferia di Budapest e segue con materna attenzione i drammi dei suoi ospiti: una ragazza, spinta dalle incomprensioni con la matrigna, vorrebbe uscire dalla mediocrità della sua vita cercando l'amore di un uomo, ma trova solo inganni e delusioni; un vecchio nobile decaduto è convinto di aver trovato un sistema per vincere alla roulette e parte per Montecarlo con gli ultimi risparmi; un'impiegata con un lavoro ben avviato decide di abbandonare gli scrupoli e fuggire con un uomo facoltoso.
Un giorno la signora riceve dal figlio Andrea, emigrato anni prima negli Stati Uniti, la notizia che sta per tornare a Budapest. La madre, grazie alle conoscenze acquisite nell'albergo, riesce a trovargli un impiego presso una banca ma Andrea, insofferente agli obblighi del lavoro, si lascia andare a frequentazioni poco raccomandabili.
Una di queste è con Aurora, una ragazza ospite dell'hotel, che lo irretisce al punto da indurlo a sottrarre alla banca una considerevole somma di denaro. Andrea la consegna alla donna sperando di poter fuggire assieme a lei, ma questa lo abbandona partendo da sola con i soldi. Disperato, il giovane si allontana nuovamente da casa in attesa di essere scoperto e punito. La madre, desiderosa di tenere fede al buon nome della famiglia, per restituire i soldi alla banca venderà l'albergo, che sarà così tristemente demolito.

## Produzione

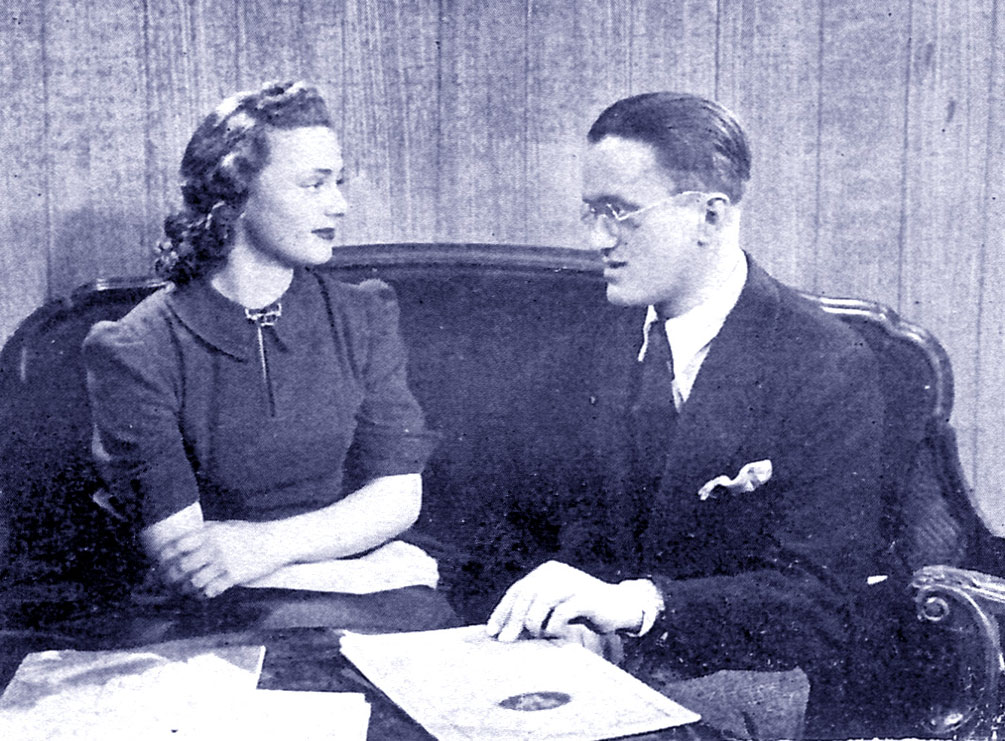
Due ospiti del Piccolo hotel: Luisella Beghi e Silvio Bagolini

Piccolo hotel fu il primo film che Ballerini realizzò quando rientrò in Italia dalla Francia, dove aveva lavorato per diversi anni come assistente alla regia. La pellicola fu realizzata negli stabilimenti di Cinecittà tra l'aprile ed il giugno del 1939, per essere poi presentata alla Mostra di Venezia la sera del 13 agosto di quell'anno. Fu poi distribuito a partire dal successivo mese di settembre.
A produrre la pellicola fu la Alfa film, azienda creata nel 1938 per la produzione di Piccoli naufraghi, e che nel 1939 realizzò anche il film di grande successo Imputato, alzatevi!, per poi cessare in quello stesso anno l'attività
Da segnalare nel cast, oltre all'interpretazione di Emma Gramatica, l'esordio di Bianca Doria qui al suo primo film, e la presenza, in una parte secondaria, di Dino De Laurentiis, che poi abbandonerà la carriera di attore per iniziare nel 1942 con Malombra la sua prestigiosa attività nella produzione cinematografica. Vi fu anche una breve apparizione (non accreditata) di Rossano Brazzi.
Secondo l'attrice Doris Duranti, Ballerini rifece poi a Buenos Aires una versione argentina di Piccolo hotel, con lei come protagonista.

## Accoglienza

### Critica
Sin dal suo esordio alla Mostra di Venezia, Piccolo hotel provocò una vivace discussione nell'ambiente della critica cinematografica del tempo, che si divise tra giudizi negativi ed altri, prevalenti, di apprezzamento per la pellicola, seppur motivati soprattutto dall'essere "un'opera prima", per l'Italia, di Ballerini.
Di questo approccio si fece interprete Mino Doletti scrivendo che «questo regista ha dimostrato di saper fare i suoi film, di saper fare recitare gli attori, di saper dare ad essi clima ed atmosfera. Dategli un soggetto più felice e trionferà anche su quella parte della critica (la solita parte) che oggi gli ha dato torto». Un giudizio analogo fu espresso sia da La Stampa («intenzioni evidentemente lodevoli perché esse mirano ad esprimere un ambiente ed una atmosfera [...] e quando queste espressioni riescono a concretarsi si hanno momenti efficaci») che da Bianco e Nero, secondo cui «Piccolo hotel, nonostante le sue palesi deficienze, merita una certa attenzione come tentativo di grande serietà di film intimo ed interiore, secondo una formula interessante che meriterebbe di essere ritentata».
Meno incoraggiante, invece, fu il giudizio apparso su La Tribuna, secondo cui si trattava di un «Film difficile. Ma appunto per questo per approcciarsi a certi film bisogna avere tutte le frecce al proprio arco, oppure rinunciarvi, ché non può bastare, per noi e per il pubblico, qualche monologo della Gramatica o scoprire in Bianca Doria il segno di un forte temperamento drammatico'». 
Il Corriere della Sera pone l'enfasi sulla magistrale interpretazione della Gramatica che, «con la sua immensa sensibilità di attrice, è la sola che riesca a sormontare e dominare le deficienze del dialogo. Tutti gli altri vi soccombono, meno Laura Nucci, in parte [...] e Lola Braccini».

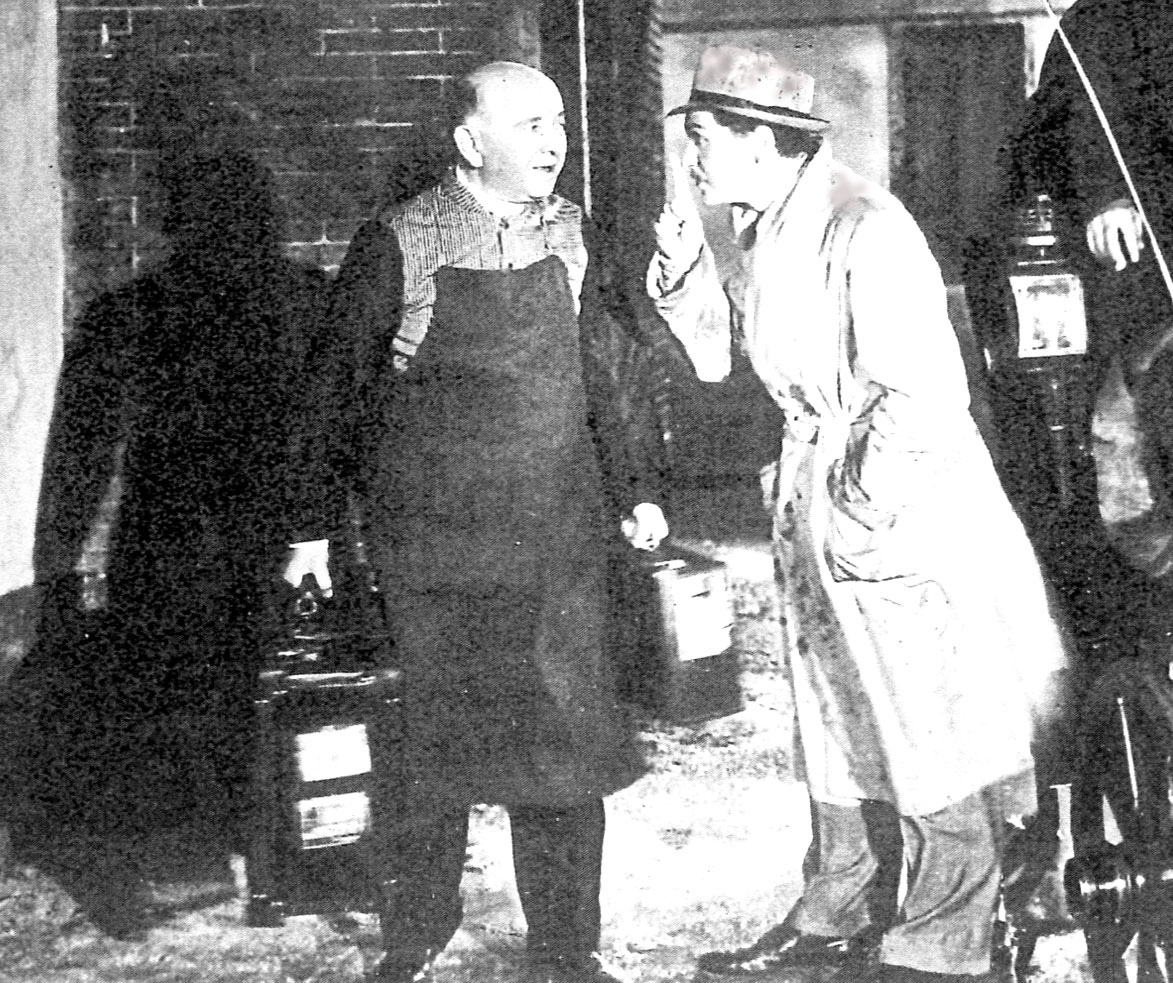
Emilio Petacci ed Andrea Checchi in una delle scene iniziali

Anche quando la pellicola iniziò a circolare nelle sale i pareri si divisero. Se il Corriere della Sera scrisse di «esilità desolante del copione», il commento de Lo schermo fu invece di «una attenta fatica di sceneggiatura ed un gusto particolarmente intelligente nello studio del soggetto, il che fa onore al regista ed al produttore». Tra coloro che promossero Piccolo hotel anche lo scrittore Ennio Flaiano, al tempo critico cinematografico dell'allora neonato settimanale Oggi il quale, definendo il film «una parafrasi casalinga di Grand hotel» riconobbe che «il regista ha dedicato alla sua creatura una attenzione scrupolosa (...) La sua buona fede, il suo entusiasmo si rivelano nei particolari e, se sbagli ci sono, più che all'abitudine sono dovuti al coraggio». Un elogio al film fu fatto anche dallo storico del cinema Francesco Pasinetti, che apprezzò «la diligenza di Ballerini nel condurre la vicenda, lontana dal mestierantismo dilagante oggi purtroppo così apprezzato»
Una stroncatura senza appello arrivò invece da Adolfo Franci, che, accomunando questa pellicola ad alcune altre contemporanee (L'albergo degli assenti e Bionda sottochiave), concluse che «c'è impegno e buona volontà, ma stringi stringi tutto sembra piatto in questi film, e comune, volgare, più imitato che sentito direttamente e poi svolto con estrema parsimonia di idee».

### Il "processo" al film

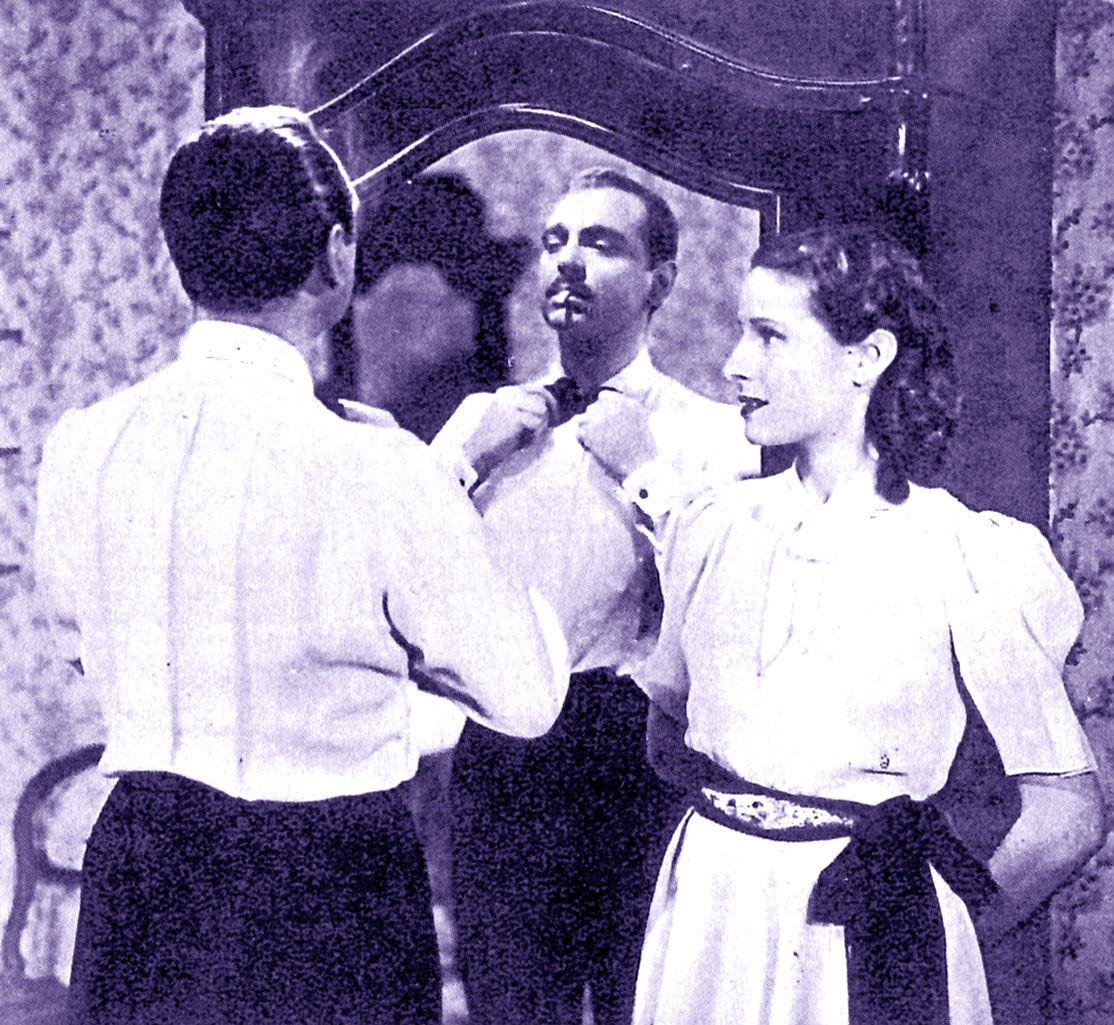
Mino Doro e l'esordiente Bianca Doria, protagonisti di una delle storie parallele del film

A seguito di tali contrasti il settimanale Film organizzò sulle sue pagine una sorta di "processo al film" nel corso del quale intervenne anche il regista. Ballerini, lamentando una posizione preconcetta nell'ostilità di certe critiche, sostenne: «Sono certo che se Piccolo hotel avesse portato anziché la mia firma quella irta di consonanti di una regista straniero anche la critica avrebbe parlato di "atmosfera"». Il "processo" si concluse con la "assoluzione" di Piccolo hotel in quanto «opera di una regista indubbiamente intelligente, con due sole colpe, perdonabili: un certo decadentismo di maniera e una facile indulgenza alla cattiva letteratura».
La discussione andò avanti ancora per qualche tempo, tanto che ancora nel novembre 1939 il futuro regista Gianni Puccini tornò sull'argomento definendo Ballerini «un orecchiante di ingegno» e concluse che «Piccolo hotel va diviso in due, pezzi buoni e pezzi non riusciti per i quali si rivela sovente il caso tipico dell'intenzione non soddisfatta» mentre Ruggero Iacobbi sostenne che «su Piccolo hotel si sono accaniti taluni critici, soliti a chiudere tutti e due gli occhi sulle più sciagurate esercitazioni del "comico - sentimentale"».
Col passare degli anni le dispute tra diverse vedute critiche sul film persero importanza, al punto che il Morandini definisce Piccolo hotel «il migliore tra i dimenticati e dimenticabili film di un regista che aveva fatto il suo apprendistato in Francia», mentre Mino Argentieri lo assimila semplicemente alla «numerosissima schiera di pellicole ambientate all'estero, a volte espedienti per non provocare obiezioni dei censori» e Maria Pia Comandini lo annovera «nel cinema "melò" del periodo, che rappresenta una delle direttrici più ricorrenti del cinema di genere nella seconda metà degli anni trenta».

### Esito commerciale
Così come per tutta la produzione italiana degli anni trenta, anche per Piccolo hotel non esistono dati ufficiali sui risultati economici del film, né le fonti forniscono elementi indiretti a tale proposito.